# Arenzville
Arenzville és una població dels Estats Units a l'estat d'Illinois. Segons el cens del 2000 tenia 419 habitants.

## Demografia
Segons el cens del 2000, Arenzville tenia 419 habitants, 172 habitatges, i 120 famílies. La densitat de població era de 207,4 habitants/km².
Dels 172 habitatges en un 32% hi vivien nens de menys de 18 anys, en un 62,2% hi vivien parelles casades, en un 6,4% dones solteres, i en un 30,2% no eren unitats familiars. En el 26,7% dels habitatges hi vivien persones soles el 16,3% de les quals corresponia a persones de 65 anys o més que vivien soles. El nombre mitjà de persones vivint en cada habitatge era de 2,44 i el nombre mitjà de persones que vivien en cada família era de 2,95.
Per edats la població es repartia de la següent manera: un 26,3% tenia menys de 18 anys, un 6% entre 18 i 24, un 25,8% entre 25 i 44, un 22% de 45 a 60 i un 20% 65 anys o més.
L'edat mediana era de 40 anys. Per cada 100 dones de 18 o més anys hi havia 86,1 homes.
La renda mediana per habitatge era de 37.500 $ i la renda mediana per família de 46.023 $. Els homes tenien una renda mediana de 35.208 $ mentre que les dones 17.250 $. La renda per capita de la població era de 19.730 $. Cap de les famílies i el 2,1% de la població estaven per davall del llindar de pobresa.

## Poblacions més properes
El següent diagrama mostra les poblacions més properes.